# بيت لاتزو
بيت لاتزو (بالإنجليزية: Pete Latzo) مواليد 01 أغسطس 1902 في بنسيلفانيا - الوفاة 07 يوليو 1968 في اتلانتيك سيتي، كان ملاكم أمريكي سابق صنّف ضمن فئة وزن الوسط.

## إحصائيات
خاض خلال مسيرته 146 نزالا، فاز في 93 وتعادل في 12 وخسر في 39. فاز بالضربة القاضية في 25 نزالا.

## روابط خارجية
- بيت لاتزو على موقع بوكس ريك (الإنجليزية) (registration required)